# Julia Kaye
Julia Evelyn Kaye (15 de junio de 1988) es una artista, ilustradora y actriz de voz estadounidense. Kaye actualmente trabaja como artista de guiones gráficos y revisionista en Disney Television Animation, y es la creadora del webcómic Up and Out. También ha realizado trabajos para Maxim, Cosmopolitan, BuzzFeed, GoComics y College Humor, junto con otros trabajos de diseño gráfico. Ella prestó su voz a Snapdragon en la serie animada High Guardian Spice.

## Vida personal
Kaye es transgénero y se crio en San José, California. Actualmente reside en Los Ángeles. Ella es judía.[cita requerida]

## Reconocimientos
Julia Kaye fue nominada en la categoría de Colección Destacada por IGNATZ en 2018 por Up and Out.

## Obras

### Up and Out
Up and Out comenzó en mayo de 2013, pero no fue hasta octubre de 2016 que su serie de cómics comenzó a centrarse en experiencias específicas de su transición. Originalmente, su intención era que sus cómics autobiográficos permanecieran inéditos, pero vio en el número de seguidores en línea de sus tiras cómicas de humor una oportunidad para generar conciencia sobre la experiencia de las personas transgénero. Sus cómics también tienen como objetivo proporcionar contenido para que las personas transgénero y otras personas que cuestionan su identidad de género puedan conectarse con ellas. Los cómics comparten sus principales hitos como mujer trans, al tiempo que documentan sus momentos de inseguridad y dudas sobre sí misma. Los cómics de tres paneles cubren una variedad de temas, como la experiencia de ser confundida con un género incorrecto y someterse a una terapia de reemplazo hormonal, al tiempo que utiliza una gama de tonos que van desde lo cómico a lo serio.
El cómic de Kaye se actualiza todos los jueves en su sitio web y en varias cuentas de redes sociales que incluyen Tumblr, Instagram y Twitter. Originalmente comenzó a publicar el cómic en su Twitter en julio de 2016. El cómic se publicó por primera vez en Instagram en octubre de 2016.

### Super Late Bloomer: My Early Days in Transition
La primera colección de cómics de Kaye se lanzó el 1 de mayo de 2018. Los cómics cuentan su historia a través de su primer año de terapia de reemplazo hormonal y sus cambios sociales, físicos y mentales durante ese tiempo.
Publishers Weekly lo calificó como "franco pero preciso; directo pero lleno de matices; simple pero hermoso... Kaye relata con habilidad y eficacia las indignidades cotidianas que soportan las mujeres trans y también los triunfos y las alegrías silenciosas. Su tenacidad en esta historia esperanzadora resonará en los lectores que atraviesan transiciones personales de muchos tipos".

### My Life in Transition: A Super Late Bloomer Collection
La segunda colección de cómics de Kaye se lanzó el 1 de febrero de 2021. Siguen la vida de Julia ahora que han transcurrido tres años desde su viaje de transición.

## Créditos de televisión
| Año         | Título              | Rol acreditado                                                       |
| ----------- | ------------------- | -------------------------------------------------------------------- |
| 2018 – 2022 | Big City Greens     | Revisionista del storyboard, artista del storyboard en "Chipwrecked" |
| 2021        | High Guardian Spice | Actriz de doblaje, como Snapdragon                                   |
| 2024        | Jellystone!         | Artista del guion gráfico                                            |